# Бершадський цукровий завод
Бершадський цукровий завод — підприємство харчової промисловості в місті Бершадь Бершадського району Вінницької області, припинило своє існування.

## Історія

### 1827—1917
Невеликий цукроварний завод, побудований у 1827 році в містечку Бершадь Ольгопільського повіту Подільської губернії Російської імперії став одним з перших підприємств цукрової промисловості на території Подільської губернії. Сировиною для виробництва цукру були цукрові буряки.
Після пожежі в 1872 році завод був модернізований і обсяги виробництва цукру були збільшені, однак умови праці на підприємстві залишалися важкими. У 1879 році всі робітники заводу влаштували страйк.
У 1906 році робітники цукрового заводу брали участь у подіях першої російської революції.
Перед початком Першої світової війни чисельність робітників заводу становила понад 500 осіб.
Після Лютневої революції на заводі був створений центральний комітет, члени якого брали участь у роботі з'їзду представників працівників цукрових заводів Ольгопільського повіту, який відбувся в серпні 1917 року. На з'їзді створено районний комітет профспілки трудящих цукрових заводів, місцем постійного перебування якого стала Бершадь.

### 1918—1991
У січні 1918 року в Бершаді була проголошена Радянська влада, проте практично відразу ж містечко було окуповане австро-німецькими військами (які залишалися тут до листопада 1918 року). За сприяння місцевих посібників, окупанти реквізували і вивезли з цукрового заводу 50 тис. пудів цукру.
Надалі місто опинилося в зоні бойових дій громадянської війни і влада тут кілька разів змінювалася.
Після закінчення війни завод був переданий в управління ради народного господарства, відновлений і реконструйований.
В ході Другої світової війни 29 липня 1941 року Бершадь окупували німецько-румунські війська. З наближенням до населеного пункту лінії фронту окупанти розграбували завод — обладнання було вивезено, а склади і механічні майстерні — зруйновані. 14 березня 1944 року радянські війська повернулися у Бершадь.
Відновлення цукрового заводу проходило під керівництвом комуніста К. П. Казимірова, і після чотирьох з половиною місяців напруженої праці, у жовтні 1944 року завод відновив переробку цукрових буряків і випуск цукру. До кінця року було вироблено 200 тис. пудів цукру. За ці досягнення завод отримав премію народного комісаріату харчової промисловості СРСР і ВЦРПС.
Після запуску в 1960 році побудованої при заводі електростанції технологічні процеси автоматизовані і завод був перетворений в Бершадський цукровий комбінат потужністю понад 2 млн тонн цукру в рік.
У 1971 році комбінат був найбільшим підприємством Бершаді, в цей час загальна чисельність працівників підприємства становила понад 600 осіб.
Підприємство надавало шефську допомогу колгоспу «Перемога» села Поташні. Крім того, робітники брали участь у роботах з озеленення та благоустрою міста (зокрема, на заводській території власними зусиллями було висаджено фруктовий сад, розбиті клумби з квітами, встановлений невеликий фонтан).
В цілому, в радянський час цукровий комбінат входив у число провідних підприємств райцентру, на його балансі перебували об'єкти соціальної інфраструктури.

### Після 1991
Після проголошення незалежності України комбінат перейшов у відання Державного комітету харчової промисловості України і був перейменований у Бершадський цукровий завод. Надалі, державне підприємство перетворено у відкрите акціонерне товариство.
У квітні 1999 року арбітражний суд Вінницької області порушив справу про банкрутство заводу.
3 червня 1999 року Кабінет Міністрів України передав завод в управління облдержадміністрації Вінницької області. 22 квітня 2003 року завод було визнано банкрутом і розпочато процедуру його ліквідації.
Пізніше в будівлі колишнього цукрового заводу налагодили випуск газобетону.